# إيليسيني ديفيد
إيليسيني ديفيد  (بالبرتغالية: Ilisaine Karen David‏) مواليد 17 ديسمبر 1977 ، هو لاعب كرة سلة برازيلي سابق. شارك في الألعاب الأولمبية الصيفية 2000.

## الميداليات
| الميدالية | المسابقة                       |
| --------- | ------------------------------ |
| برونزية   | الألعاب الأولمبية الصيفية 2000 |

## روابط خارجية
- إيليسيني ديفيد على موقع الاتحاد الدولي لكرة السلة (الإنجليزية)
- إيليسيني ديفيد على موقع كرة السلة الأوروبية.كوم (الإنجليزية)
- إيليسيني ديفيد على موقع بروبوليرز (الإنجليزية)
- إيليسيني ديفيد على موقع سبورتس رفرنس (الإنجليزية)
- إيليسيني ديفيد على موقع أوليمبيديا (الإنجليزية)
- إيليسيني ديفيد على موقع اللجنة الأولمبية البرازيلية (البرتغالية)